# Аварский 187-й пехотный полк
187-й пехотный Аварский полк — пехотная воинская часть Русской императорской армии.
Старшинство: 29 августа 1805 года.
Полковой праздник: 30 августа.

## Формирование и кампании полка

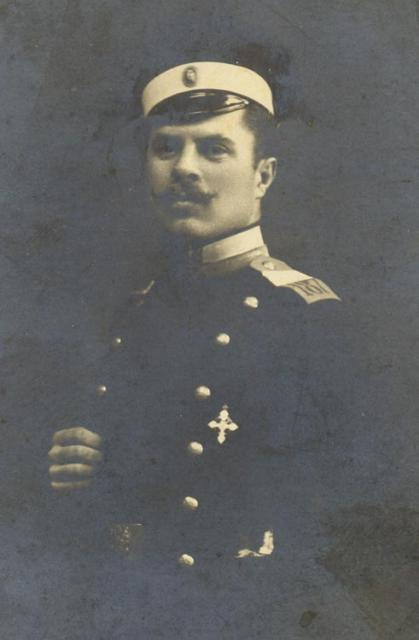
Фельдфебель 187-го Аварского пехотного полка с полковым знаком.

Полк ведёт своё происхождение от Пензенского мушкетёрского полка, сформированного 29 августа 1805 г. из трёх рот Астраханского мушкетёрского полка, который был учреждён в 1700 г. под именем пехотного Романа Брюса полка. 19 октября 1810 г. Астраханский мушкетёрский полк назван был 45-м егерским, а 16 июля 1819 г. — 44-м егерским. 21 марта 1834 г. полк разделён на три отдельные Черноморские линейные батальоны, причём батальон-родоначальник Аварского полка получил № 6. 26 июля 1838 г батальон назван Черноморским линейным № 7, 17 января 1839 г. — Черноморским линейным № 8, 18 февраля 1840 г. — Черноморским линейным № 9, 3 февраля 1842 г. — Черноморским линейным № 10; 23 июля 1856 г. — Черноморским линейным № 2, 18 апреля 1858 г. — Кавказским линейным № 34, 23 марта 1868 г. — 17-м Кавказским линейным, 1 августа 1874 г. — 2-м Кавказским линейным батальоном, 6 ноября 1883 г. переименован во 2-й Дагестанский местный батальон, 15 октября 1889 г. — в Кавказский резервный (кадровый) батальон, 25 марта 1891 г. в Аварский резервный батальон. 26 мая 1899 г. к этому названию присоединён № 255. Наконец, 1 октября 1910 г. резервный батальон переформирован в Аварский пехотный полк, которому был дан номер 187-й.
Полк под прежними наименованиями участвовал в войне с Персией 1826—1828 гг., в войнах с Турцией в 1828—1829 гг. и в 1877—1878 гг. и в многочисленных походах против горцев.
Сражался на Висле в июле 1915 г.
Расформирован в январе 1918 года.

## Знаки отличия полка
- Простое знамя, с надписью «За отличие в войнах с Персиею 1826—1828 гг. и Турциею 1828—1829 г.» и Александровской лентой с припиской «1805 — 1905», причём отличие это было пожаловано 44-му егерскому полку. Это знамя заменило прежнее знамя, пожалованное 25 июня 1850 г. Черноморскому линейному № 10 батальону; юбилейное знамя пожаловано 29 августа 1905 г.
- В 3-й роте имеются знаки на шапках с надписью «За отличие против турок в Абхазии в 1877 г.», пожалованные 6 января 1879 г. 3-й роте 2-го Кавказского линейного батальона за оборону Сухуми от турецкого десанта.
- Георгиевские трубы, пожалованные 22 сентября 1830 г. 1-му батальону 44-го егерского полка
- Георгиевский сигнальный рожок, с надписью «За отражение турецкаго десанта 21 мая 1877 г. у Сочи», пожалованный 6 января 1879 г. стрелковой роте 2-го Кавказского линейного батальона.

## Командиры полка
- 186x—1874 — полковник Завадский, Франц Антонович
- в 1882 г. — майор (с 6.5.1884 подполковник) Отоцкий, Альбин Фердинандович
- 07.04.1898-27.07.1902 — полковник Бычинский, Иван Егорович
- в 1909 г. — полковник Туробойский, Эдуард Иосифович
- 12.07.1910—31.10.1914 — полковник Буймистров, Владимир Иванович
- 04.02.1915—25.05.1917 — Зоря, Лев Иванович
- 25.05.1917—22.08.1917 — полковник Михайлов
- 22.08.1917—xx.xx.1917 — полковник В. Н. Логвинов

## Известные люди, служившие в полку
- Агапкин, Василий Иванович — автор марша «Прощание славянки»
- Жильцов, Александр Иванович — начальник Управления продовольственного снабжения РККА.